# Манько, Максим
Максим Манько (англ. Maksim Manko; 11 мая 1989, Киев, Украинская ССР, СССР) — новозеландский футболист, полузащитник.

## Биография
Родился 11 мая 1989 года в Киеве. В 5 лет переехал с семьёй в Новую Зеландию. Играть в футбол начал в возрасте 6 лет. Параллельно занимался также плаванием, но позже выбрал футбол. В возрасте 19 лет был приглашён в сборную Новой Зеландии до 20 лет, однако на поле не выходил. Первой профессиональной командой стал клуб «Три Кингс Юнайтед», где Манько познакомился с игроком из Аргентины, после чего захотел выступать в этой стране. Следующие четыре года Манько собирал деньги для переезда в Аргентину и учил испанский язык. Зимой 2011/12 подписал контракт с клубом из низших дивизионов Аргентины «Спортиво Док-Суд». Во время выступления в Аргентине игрок познакомился с английским агентом, который договорился о его переходе в клуб чемпионата Коста-Рики «Сантос де Гуапилес». Однако предыдущий агент не хотел отпускать игрока, из-за чего переход пришлось отложить. Следующие полгода провёл в Новой Зеландии, после чего отправился в «Сантос». Летом 2013 года вновь вернулся в Новую Зеландию. В 2015 году выступал за команды низших лиг Чили.

## Достижения
«Уайтакере Юнайтед»
- Чемпион Новой Зеландии: 2012/2013
- Обладатель АСБ Чарити кап[англ.] (1): 2012